# فالکن‌بورخ ان‌ده خئول
والکنبورخ ان ده خئول (به هلندی: Valkenburg aan de Geul) یکی از شهرستان‌های استان لیمبورخ هلند است.

## خصوصیات
والکنبورخ ان ده خئول ۷۳ متر بالاتر از سطح دریا واقع شده‌است.

## نگارخانه

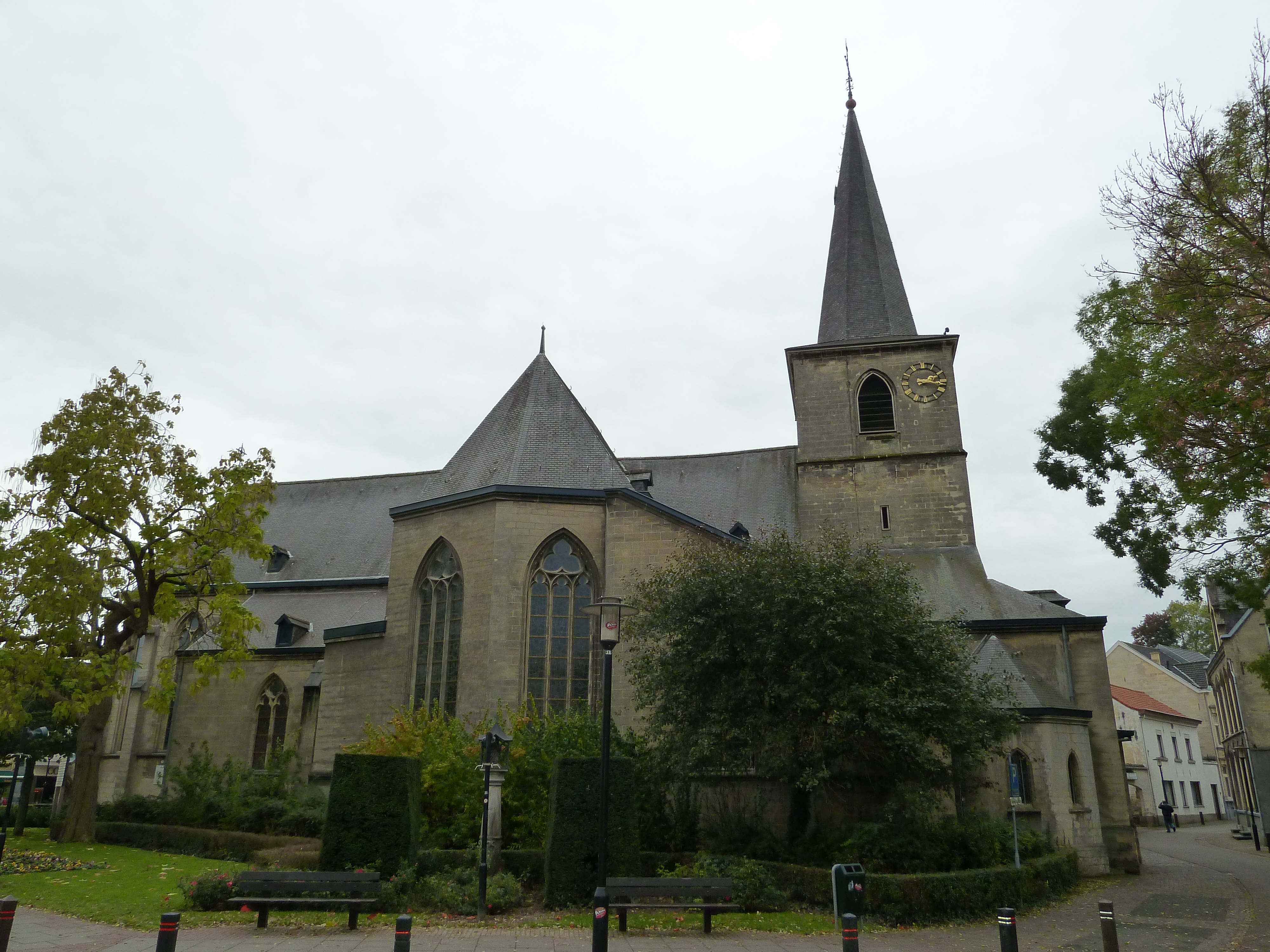
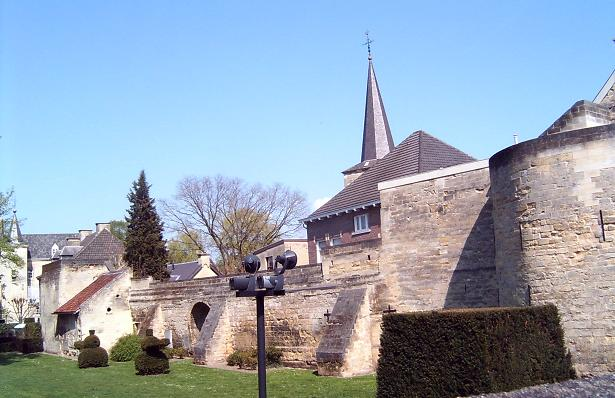
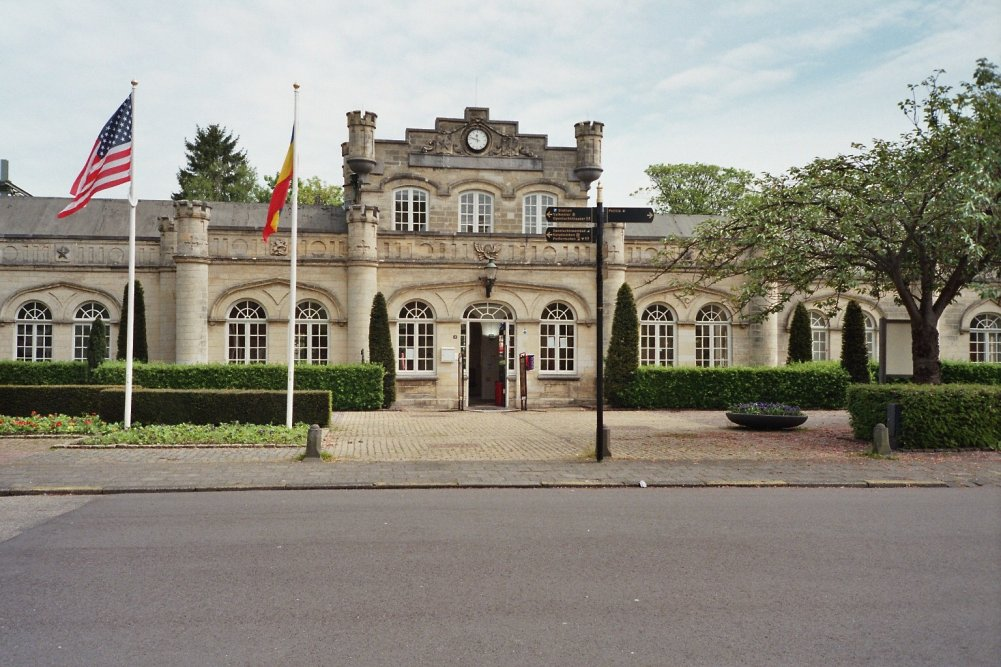
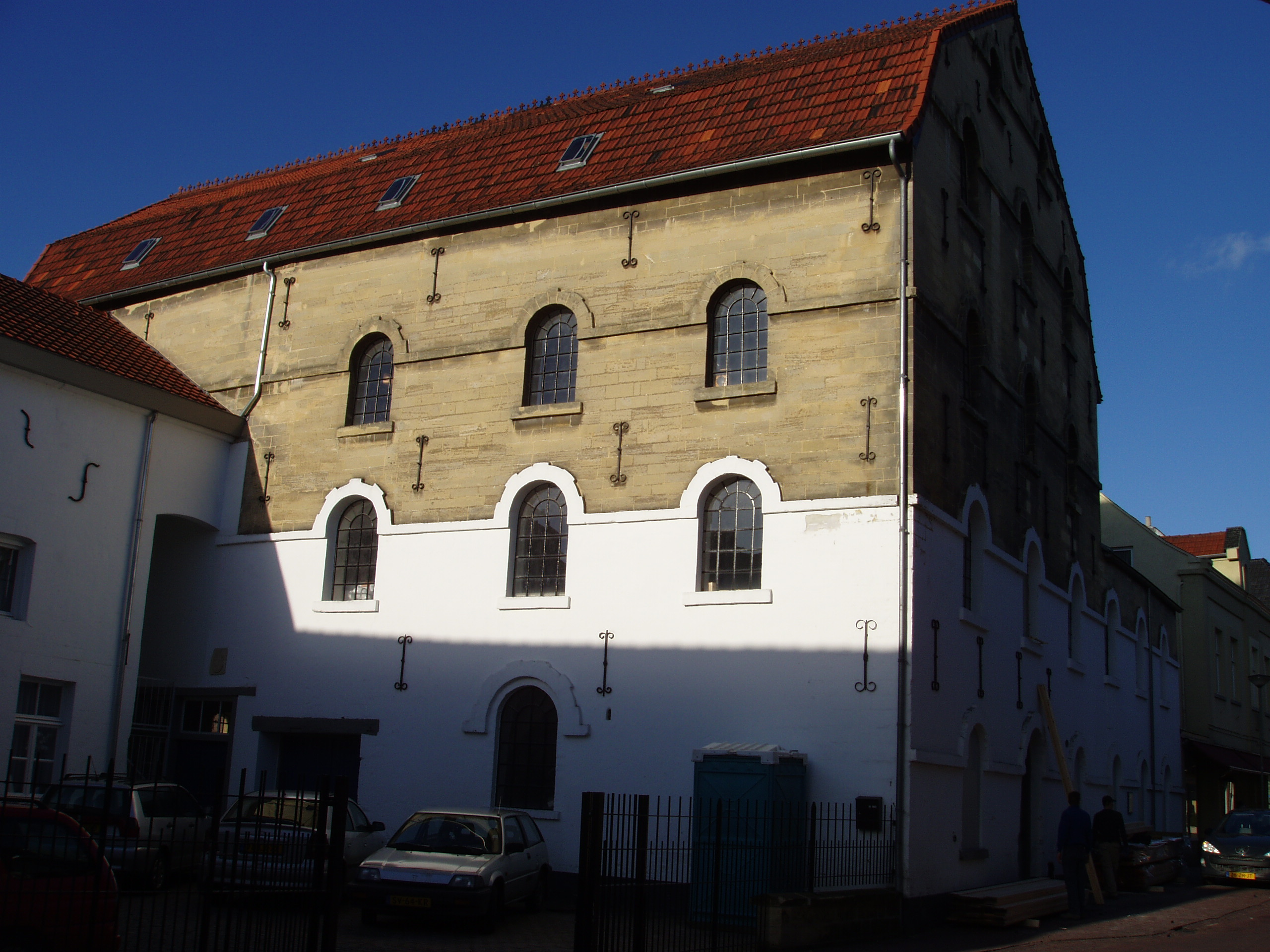